# P.O.D.
P.O.D. é uma banda de Nu Metal dos Estados Unidos formada em San Diego, Califórnia, em 1992. A sigla P.O.D. significa Payable On Death (literalmente, em português, Pagável na Morte). É um termo técnico muito usado em bancos nos EUA quando uma pessoa morre alguém herda seus bens. É necessário que uma pessoa morra para alguém herdar. Isso é uma referência da banda a Jesus Cristo, que segundo o cristianismo morreu pela humanidade, pagando e perdoando pelos seus pecados, dando a chance de serem salvos.

## História
O P.O.D., banda de San Diego, foi formada em 1992. A principal característica é serem cristãos, logo abordam muito o tema do Evangelho, principalmente nos primeiros CDs.
A banda mistura muitos elementos em sua música tal como hardcore, hard rock, hip hop, reggae e batidas de new metal. Seu primeiro disco, Snuff the Punk, era basicamente hardcore. Mas quanto ao estilo a banda é um pouco difícil de se rotular, sendo chamado por alguns new metal, muito variante, que tem como características o peso do som hardcore aliado aos toques alternativos que são facultativos em muitas bandas, como o rapcore, certas bandas que possuem DJs, como é o caso do industrial, uma tendência que alia a música eletrônica ao rock. Apesar de suas peculiares influências musicais latinas, pode se afirmar que o som da banda tem a mesma linearidade em relação a bandas de hard rock, post-grunge e metal alternativo.
Desde sua fundação, a banda foi conquistando espaço no cenário das bandas norte-americanas e hoje já é conhecida internacionalmente. Já tocaram em festivais grandes com bandas como Slipknot, Korn, Papa Roach e Linkin Park. Participaram do famoso Ozzfest em 2002, grande festival de rock "promovido" por Ozzy Osbourne, que na época contou com também com o próprio Ozzy, Rob Zombie e System of a Down, entre outros. Participaram de trilhas sonoras de filmes como "Little Nicky, Um Diabo Diferente", de Adam Sandler, com a composição "School of Hard Knocks", "Um Domingo Qualquer" com "Whatever It Takes", "Manobras Radicais" com "Boom", "The Scorpion King" com "Set It Off" e "The Matrix Reloaded", com "Sleeping Awake", mas agora recentemente participaram da trilha sonora do filme "D.O.P.E." com a banda Switchfoot em "Arrested Development.
Na trilha de The Matrix Reloaded a banda foi convidada a realizá-lo no início de 2003.
Com a saída de Marcos da banda, cerca de uma semana depois, foi anunciado o substituto: Sonny, Wuv e Traa não hesitaram em chamar Jason Truby, ex-guitarrista e fundador da também protestante, Living Sacrifice, banda thrash/metalcore; Jason era muito amigo dos integrantes. Certa vez realizaram uma turnê com o Living Sacrifice e o carro quebrou em Little Rock, Jason e sua esposa os acolheram em casa por uma semana. Nessa situação que tiveram oportunidade de conhecerem melhor o Jason, ele e Marcos ficaram tocando guitarra de brincadeira. Naquela época Truby estava firme com o Living Sacrifice, mas confessava que tinha vontade de tocar outro estilo metal em relação ao que o Living Sacrifice era. Após a entrada do novo membro a banda gravou Payable on Death em 2003, e Testify em 2006.
No fim de 2006, após a banda ter deixado o selo Atlantic Records que acompanhou o grupo por anos, Jason Truby deixou o P.O.D.. Suponha-se que tenha sido para que pudesse se dedicar mais a sua família. No mesmo dia da saída de Jason, Marcos Curiel pediu para voltar a tocar com a banda e foi aceito por todos.
No mesmo ano, o P.O.D participa de dois jogos de video-game muito importantes. O primeiro é o "Nascar 09", com a música "Condescending"; o segundo é o WWE SmackDown vs. Raw 2009, com a canção "Addicted". Ambas as músicas são do álbum "When angels & serpents dance".

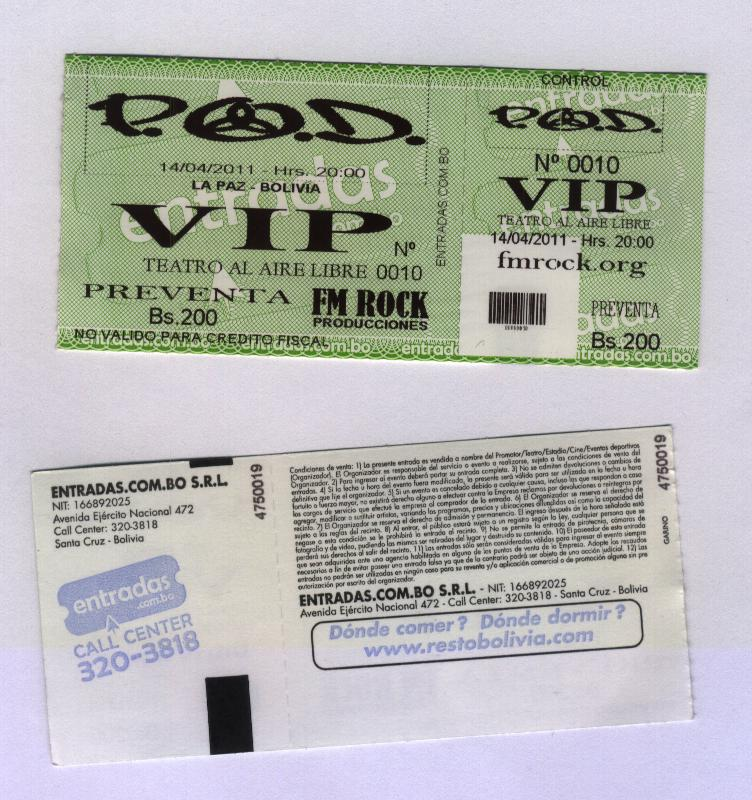
Ticket VIP do concerto do Payable On Death em La Paz, Bolívia, 14 de abril

Em Novembro de 2008, começaram sua primeira turnê pela América do Sul, tendo passagens em São Paulo, Curitiba, Belo Horizonte, São Gonçalo - RJ, Vitória, Brasília, Santiago (Chile) e Bogotá (Colômbia).

### Sucesso mainstream (1999-2002)
Em seu terceiro álbum de estúdio de 1999 The Fundamental Elements Of Southtown, que emplacou os hits "Southtown”, Total Request Live e "Rock the Party (Off the Hook )", que se tornou seu primeiro vídeo alcançar a # 1 no TRL da MTV
Nos ataques de 11 de Setembro, a banda lançou seu quarto álbum de estúdio, Satellite. O primeiro single do álbum, "Alive", passou a se tornar um dos vídeos mais vistos na MTV do ano. A popularidade do vídeo, bem como mensagem positiva da canção, ajudou a música se tornar um grande hit da rádio e foi nomeado para Grammy Award na categoria de Melhor Performance de Hard Rock em 2002 .
O segundo single do álbum, "Youth of the Nation", que também foi nomeado para Grammy Award na categoria de Melhor Performance de Hard Rock em 2003. Em 2002, singles, "Boom" e "Satellite", também se tornou bastante popular. Além disso, a faixa de encerramento do álbum, "Portrait", foi nomeado para Grammy Award na categoria Best Metal Performance em 2003.

### Marcos sai da banda,Payable on Death(2003-2005)

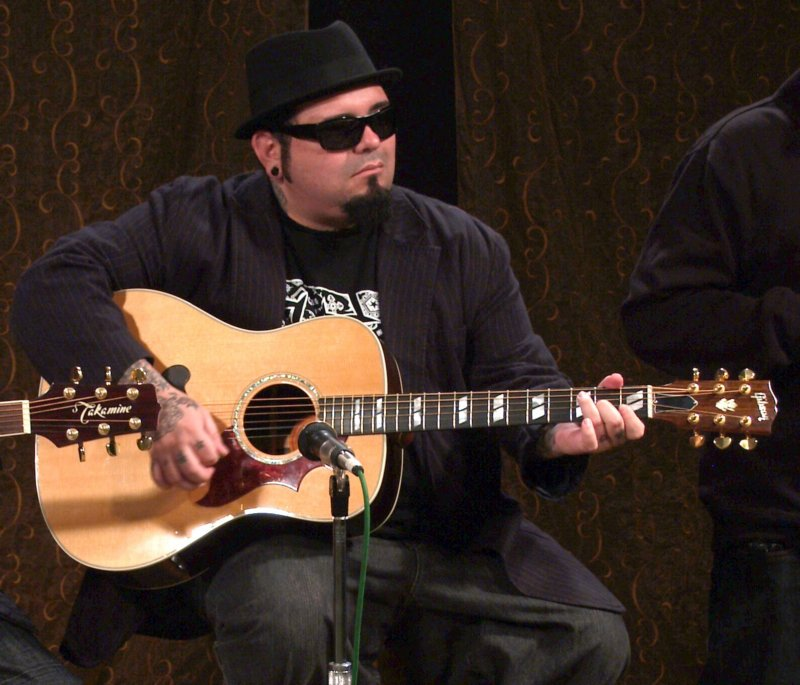
Marcos Curiel

Em 19 de fevereiro de 2003, o guitarrista Marcos Curiel saiu da banda devido ao seu projeto paralelo, The Accident Experiment devido o que ele diz ser "diferença espiritual". No entanto, Marcos alegou que ele foi realmente expulso da banda Marcos afirmou que estava cansado de tocar com um compromisso nas letras, no caso a ideologia do evangelho cristão, algo que vem soando como "rebeldia" em sua nova banda, e ele havia proposto à banda modificar suas letras dali em diante, deixar de lado nas canções as suas ideias e conceitos e partir para "um outro segmento de mercado". Apesar disso os demais integrantes da banda não acataram a ideia. Marcos decidiu abandonar a banda alegando que sua crença em Deus era diferente dos outros integrantes da banda, mas não deu detalhes desta "diferença" de doutrina.
Sonny, Wuv e Traa foram devastados acerca da saída de Curiel, eles consideraram a ideia do fim da banda, mas decidiram ficar juntos e recrutar mais um guitarrista. Curiel foi substituído por Jason Truby ex-membro do Living Sacrifice que ajudou com a gravação de "Sleeping Awake", da trilha sonora do filme The Matrix Reloaded.
Em uma entrevista com o Yahoo! Music, Sonny declarou que Jason é o motivo pelo qual o grupo ainda está junto.
Ele nos fez um favor ao ajudar-nos com esta canção e em seguida, uma vez que foi dito e feito tudo, foi confirmado que talvez nós devêssemos continuar fazendo o que amamos...  que é está fazendo música. Então agora ele está nos ajudando a fazer isso.— Sonny Sandoval, em entrevista a Yahoo! Music.
Em 4 de novembro de 2003, o P.O.D. lançou seu quinto álbum de estúdio,  o Payable on Death. Houve uma mudança do bem conhecido som rapcore por um som mais obscuro e melódico. O álbum atingiu controvérsias devido à seu estilo "oculto", o que levou a uma censura de 85% das livrarias evangélicas. Com a ajuda dos singles "Will You" e "Change the World", o CD passou a vender mais de 520.000 cópias.
Algum tempo depois do maremoto na Ásia, muitos cantores, músicos e atores / atrizes, incluindo Sonny e Wuv, participaram de um single, para arrecadar fundos para os sobreviventes.

### Testify (2006)
Sexto álbum de estúdio, chamado Testify, foi programado para lançamento em dezembro de 2005, mas foi adiado para 24 de janeiro de 2006. Em 15 de novembro de 2005, P.O.D. lançou o The Warriors EP, Volume 2, que contou com demonstrações do próximo álbum, para ajudar a criar a expectativa dos fãs para o lançamento até janeiro. O primeiro single do álbum, Goodbye for Now, com a participação da então desconhecida Katy Perry, tornou-se o vídeo 1# da MTV, além de ter uma presença sólida no rádio, ele também se tornou o número sem precedentes no programa Total Request Live  O segundo single do álbum, Lights Out teve um sucesso menor, mas foi caracterizado como "música oficial" para o WWE no Survivor Series em 27 de novembro de 2005. Em outra contribuição para a WWE, eles realizaram com companheiro de San Diego nativo Rey Mysterio a canção tema "Booyaka 619" no WrestleMania 22.
Para promover seu último álbum, a banda realizou uma turnê nacional chamada "Warriors Tour 2: Guilty by Association", que começou em abril, e incluiu as bandas Pillar, The Chariot entre outras.

### P.O.D. deixa a Atlantic Records, Marcos retorna
No dia 11 de agosto de 2006, a banda anuncia num boletim on-line que eles haviam deixado a Atlantic Records  O boletim afirmou: "POD deixaram Atlantic Records. Temos orgulho de ser artistas da Atlantic Records, mas lá não é mais o mesmo lugar. Na maior parte de nossa estadia, fomos abençoados por uma equipe que foi gentil para com a nossa visão, fé e amor pela música ..... resultando em mais de 7 milhões de discos vendidos. É hora de sonhar de novo com uma nova equipe, e saímos com o coração agradecido pelo povo, pelas pessoas -POD- agosto 2006".
Em 16 de setembro de 2006,  a banda anunciou que uniram-se com Rhino Records para lançar um greatest hits, registro simplesmente intitulado de Greatest Hits: The Atlantic Years, que foi lançado em 21 de novembro de 2006. Eles filmaram um vídeo para o single "Going In Blind", uma das duas novas canções que estão no décimo álbum. Com isso, eles tiveram reuniões com várias gravadoras para começar a trabalhar em novo material para um álbum que esperavam lançar em meados de 2007."
Em uma declaração feita pelo empresário da banda em seu MySpace, foi anunciado oficialmente, em 30 de dezembro de 2006, que Jason Truby tinha deixado a banda. Eles disseram:
"Deus trabalhou com isso porque Jason decidiu deixar a banda no mesmo dia em que Marcos pediu para voltar." Marcos se apresentou com a banda pela primeira vez desde a sua partida no evento "New Year's Eve of Jimmy Kimmel Live em 2006".— POD, sobre a saída de Jason Truby e a volta de Marco Curiel".
Marcos já estava programado para aparecer em um show da banda como convidado antes de ser tomada a decisão de voltar, e é por isso que ele foi capaz de fazê-lo, literalmente, no dia em que foi anunciado como estando de volta à banda.

### INO Records,When Angels & Serpents Dancee hiato (2007-2009)
O retorno de Marcos Curiel ao P.O.D. veio acompanhado do anúncio de contrato da banda com uma nova gravadora e distribuidora, INO e Columbia Records. Em 2008, lançam o álbum When Angels & Serpents Dance, que mantém a regularidade e miscelânea sonora de Testify.

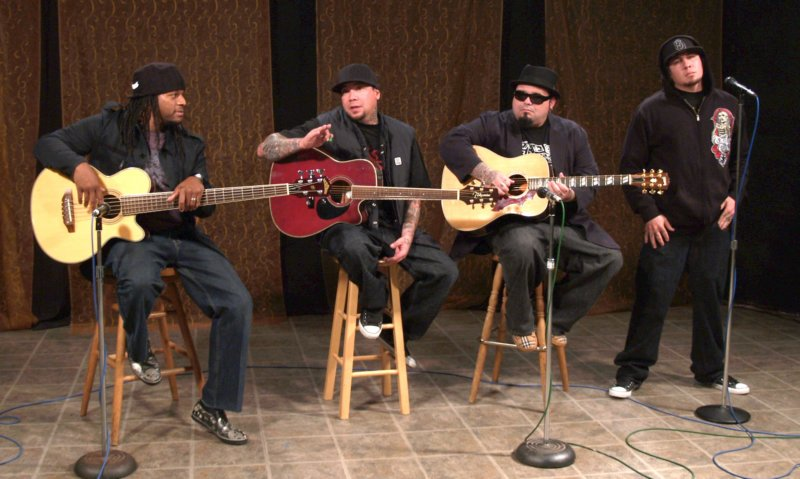
POD em San Diego em 2008.

Em 1 de junho de 2007, no Rockbox em San Diego, a banda se apresentou e revelou uma nova canção, intitulada "Condescending", juntamente com outra música inédita realizada em 16 de junho de 2007, na turnê Journeys Backyard BBQ, intitulado "Addicted". Eles também revelaram o título do seu novo álbum a ser When Angels & Serpents Dance.
Com isso, no dia 4 de agosto de 2007, a banda tocou em Angel Stadium of Anaheim, onde revelou uma nova canção, intitulada "I'll Be Ready", para uma multidão de 42.000 pessoas.
Contudo, em fevereiro de 2009, a Disney anunciou que o P.O.D. faria uma aparição, o seu primeiro do ano, na "Noite da Disney da Alegria" nos dias 11 e 12 de setembro. O P.O.D. se apresentou ao lado de MercyMe, Newsboys, Flyleaf, Skillet, Jars of Clay, Kutless, Leeland e muito mais. Vocalista Sonny comentou sobre o evento:
No ano passado nós fomos abençoados para cantar em todo o mundo, mas realizar na Disney World me excita mais do que tudo.— Sonny Sandoval, sobre o show da banda no Disney World.
No dia 19 de novembro de 2009, a banda desempenhou um pequeno conjunto de músicas no show beneficente para Chi Cheng, o baixista do Deftones. O concerto teve lugar no Avalaon, Hollywood.

### Murdered Love (2012)

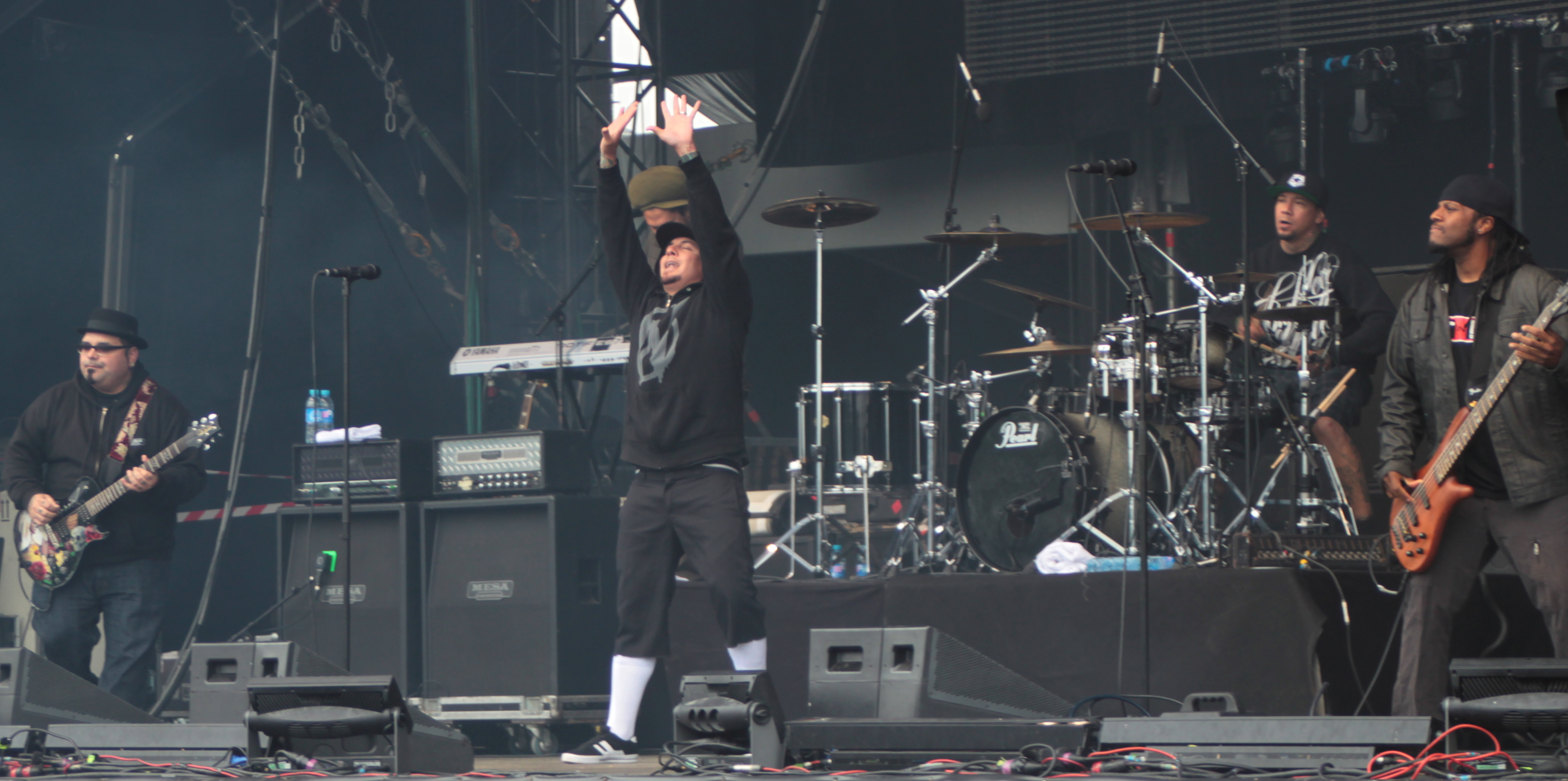
P.O.D. no Hellfest em 2013

Em 16 de dezembro de 2009, Wuv postou um vídeo em que ele e o guitarrista Marcos Curiel afirmando que a banda estava agora no processo de gravação de seu próximo álbum, previsto para sair em 2010.[carece de fontes?] Em setembro de 2010, Curiel discutiu os planos e direção para o novo álbum, dizendo que o estilo musical vai levar a banda "de volta às nossas raízes”, trazendo um pouco de hip hop, um pouco de punk rock ou reggae. Ele também acrescentou que Howard Benson, que produziu os álbuns The Fundamental Elements of Southtown e Satellite, iria produzir o disco e que a gravação iria começar em dezembro. Em 21 outubro de 2010, Sonny Sandoval postou um vídeo no canal do YouTube, que está dizendo que o novo registro será lançado em 2011, e que ele vai postar muitos vídeos do P.O.D. no estúdio para manter os fãs atualizados.

### SoCal Sessions (2014)
Em meados de 2014, o P.O.D. anunciou um álbum acústico a ser lançado no final do ano. O álbum foi financiado pelo público no site PledgeMusic. Em 20 de outubro de 2014, P.O.D. anunciou um novo contrato de gravação com a T-Boy Records, juntamente com um novo álbum acústico. SoCal Sessions foi lançado em 17 de novembro de 2014 e continha canções como "Alive" e "Youth of the Nation".

### The Awakening (2015)
A banda seguiu esse lançamento com outro álbum de estúdio, The Awakening, lançado em 21 de agosto de 2015, que foi produzido por Howard Benson, com vocalistas convidados como Maria Brink do In This Moment e Lou Koller do Sick of It All.

### Circles (2018)
Em janeiro de 2018, foi anunciado que a banda havia assinado um novo contrato com a Mascot Records. Eles fizeram uma turnê ao lado de Alien Ant Farm, Lit e Buckcherry na "Gen-X Tour" em 2018. Seu décimo álbum de estúdio, Circles, foi lançado em 16 de novembro de 2018. No final de 2020, P.O.D. lançou sua primeira canção de Natal, "Christmas Lullaby".

### Veritas (2024)
No início do mês de maio de 2024, a banda lança o álbum "Veritas". Este trabalho é composto de 11 canções e conta com participação especial de Randy Blythe vocalista do Lamb of God na música "Drop" e Tatiana Shmailyuk vocalista da banda Jinjer na música "Afraid To Die".

## Membros
Membros atuais
- Sonny Sandoval – vocal (1992–presente)
- Marcos Curiel – guitarra solo, glockenspiel, vocal de apoio (1992–2003, 2006–presente)
- Wuv Bernardo – bateria, percussão, guitarra rítmica, vocal de apoio (1992–2021, em hiato desde 2021)
- Traa Daniels – baixo, vocal de apoio (1994–presente)

Ex-membros
- Gabe Portillo – baixo (1992–1994)
- Jason Truby – guitarra, vocal de apoio (2003–2006)

Membros de estúdio e turnê
- Tim Pacheco − percussão, teclado, vocal de apoio (2005–2006)
- Zachary Christopher − bateria (2024–presente)
- ODZ − guitarra (2005–2006)
- DJ Circa − turntables (1999)
- Mike$ki Degracia − turntables, sampler (1996)
- Katy Perry - Participação na música "Goodbye for Now" em 2006.

Linha do tempo

## Discografia
Álbuns de estúdio
- Snuff the Punk (1994)
- Brown (1996)
- The Fundamental Elements of Southtown (1999)
- Satellite (2001)
- Payable on Death (2003)
- Testify (2006)
- When Angels & Serpents Dance (2008)
- Murdered Love (2012)
- SoCal Sessions (2014)
- The Awakening (2015)
- Circles (2018)
- Veritas (2024)

## Estilo e influências
O nome da banda, Payable On Death (P.O.D.), deriva-se da teologia cristã que a forma como o indivíduo vive sua vida na Terra determina o seu eterno destino. O estilo da banda tem evoluído ao longo dos anos, a partir do New metal,  estilo em seus primeiros álbuns com o nu metal, e infundido metal alternativo, estilo onde a banda é bem conhecida. Seu álbum, When Angels & Serpents Dance, é uma combinação de rock alternativo, rock, reggae e metal com influência Latina. O P.O.D. tem como influências bandas e artistas como Santana, Bad Brains, Bob Marley, Metallica, Rage Against the Machine.